# Muhamed Hasoun
Muhamed Abdallah Hasoun Zurga (ur. 18 września 1998 w Chartumie) – sudański piłkarz grający na pozycji napastnika. Od 2021 jest zawodnikiem klubu Al-Merreikh.

## Kariera klubowa
Swoją karierę piłkarską Hasoun rozpoczął w klubie Sebdu Aldein, w barwach którego zadebiutował w 2018 roku. W sezonie 2020/2021 grał w Al-Hilal Al-Fasher. W 2021 przeszedł do Al-Merreikh Omdurman.

## Kariera reprezentacyjna
W reprezentacji Sudanu Hasoun zadebiutował 30 grudnia 2021 w przegranym 2:3 towarzyskim meczu z Etiopią, rozegranym w Limbé. W 2022 roku został powołany do kadry na Puchar Narodów Afryki 2021. Na tym turnieju rozegrał dwa mecze grupowe: z Nigerią (1:3) i z Egiptem (0:1).